# 울트라 머신
울트라 머신은 닌텐도가 발매한 사격장난감이다. 요코이 군페이가 설계해 1967년 발매됐다.

## 개요
울트라 머신은 1967년에 출시된 제품으로 닌텐도의 '울트라 토이' 시리즈의 일부이다. 같은 제품군 소속으로 울트라 핸드와 울트라 스코프가 있다. 울트라 머신이 사출하는 공을 방망이로 쳐내는 식으로 즐기는 기구이다.

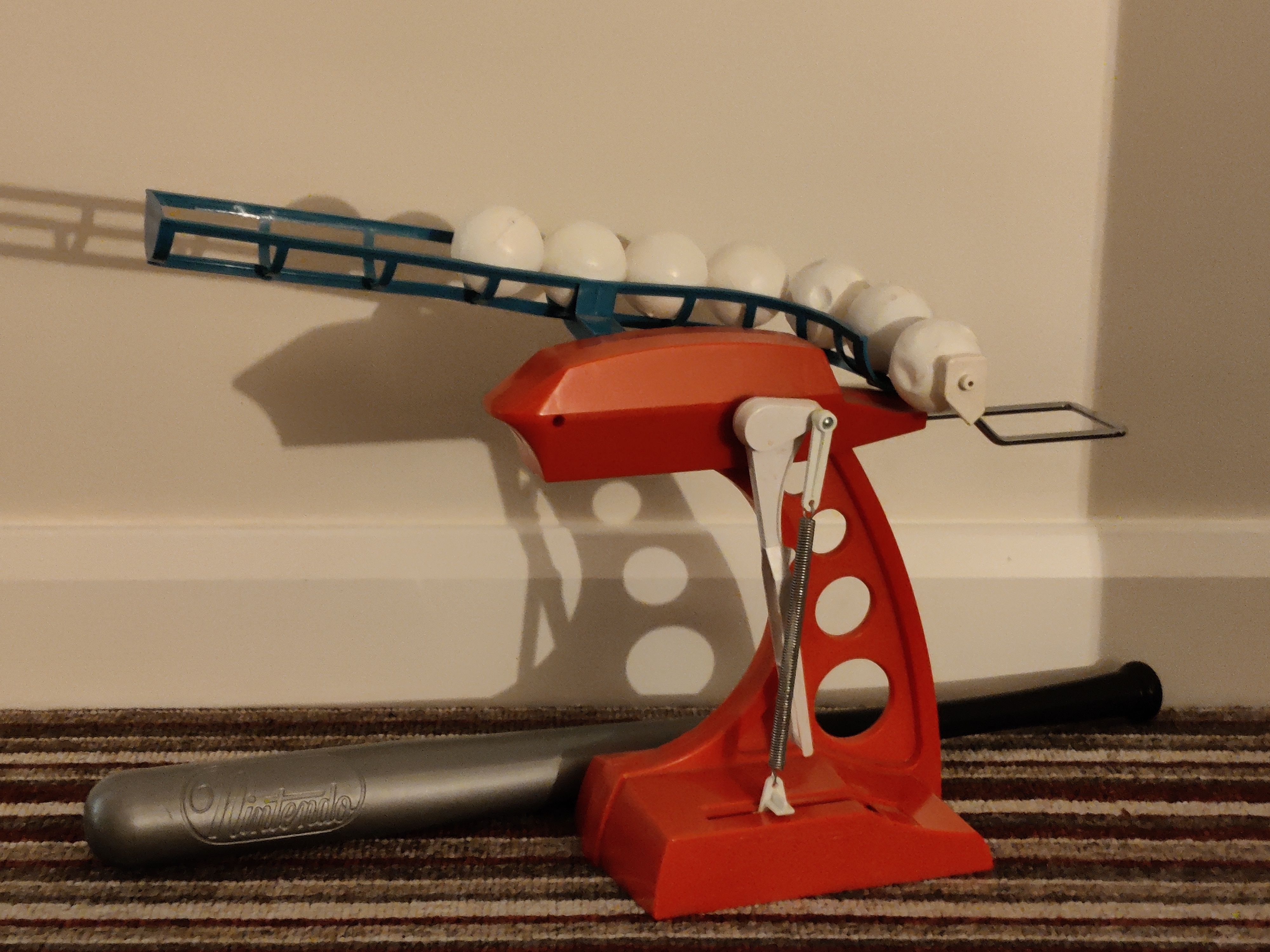
야구방망이가 있는 신형 울트라 머신 디럭스

총판매량은 1백만 대 이상이었다. 일본 외 지역에선 '슬러거 메이트'라는 이름으로 출시됐다. 1977년에 신형 제품 울트라 머신 디럭스가 출시됐다.

## 매체 등장
울트라 머신은 닌텐도의 비디오 게임에 등장한다.
| 연도 | 제목                    | 설명              |
| ---- | ----------------------- | ----------------- |
| 2003 | 메이드 인 와리오        | 미니게임          |
| 2003 | 마리오 파티 5           |                   |
| 2006 | 춤춰라 메이드 인 와리오 | 미니게임          |
| 2012 | 튀어나와요 동물의 숲    | 구입가능한 장식품 |
| 2013 | 다루메시 스포츠숍       |                   |
| 2017 | 스플래툰 2              | 스페셜 웨펀       |

## 같이 보기
- 울트라 핸드
- 닌텐도 제품 목록

## 참조

### 주해
1. ↑  일본어: ウルトラマシン, 영어: Ultra Machine